# James Veitch
James Veitch (ur. 16 września 1862 w Penicuik, zm. 22 stycznia 1917 w Blackburn) – szkocki rugbysta, reprezentant kraju.
W latach 1882–1886 rozegrał osiem spotkań dla szkockiej reprezentacji, w tym siedem w rozgrywkach Home Nations Championship, zdobywając jednego gola.